# Pluto (dios)

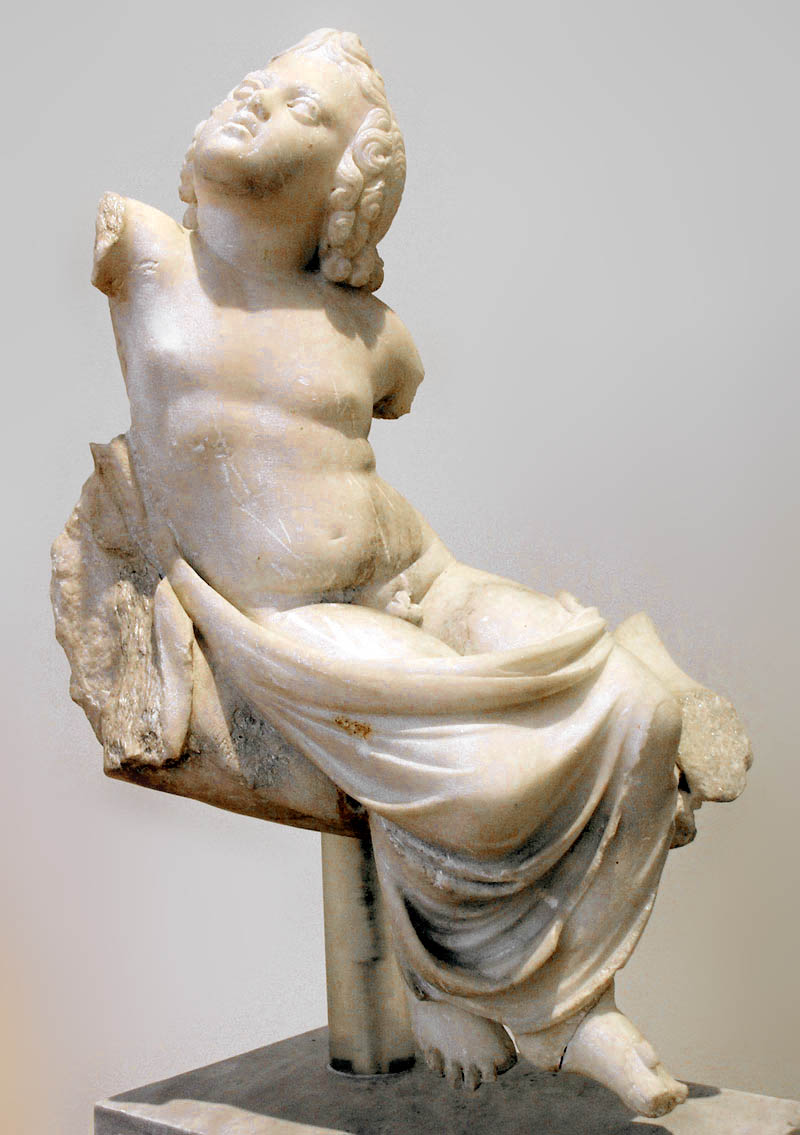
Estatua de Pluto, copia romana del de un original del 374–370 a. C.

En la mitología griega, Pluto (en griego antiguo: Πλοῦτος, latín: Plῡtus; en griego moderno Πλούτος; ‘riqueza’) — llamado ocasionalmente Plutón y también Eniato—  es la personificación de la riqueza y en este sentido, es también un dios de la agricultura, relacionado con la cosecha como abundancia.
Según la Teogonía de Hesíodo, Pluto era hijo de Deméter y Yasión. Alternativamente se dice que es hijo de Tique. Fuera de la cultura clásica Karl Kerenyi dice que Pluto ha se der hijo de Hades y Perséfone. De nuevo, fuera de la mitología, Erasmo alega que el hijo de Pluto fue la Locura.
Según el comediógrafo Aristófanes, fue cegado por Zeus para que fuera capaz de distribuir sus obsequios sin prejuicios. Está relacionado con Hades y a menudo es retratado con los rasgos de un joven o, más bien, un niño llevando el cuerno de la abundancia (conocido a veces como cornucopia).
Posteriormente, Pluto se separó de la historia de Deméter y se convirtió en la personificación de la riqueza en general como aparece en la comedia de Aristófanes.
Aristófanes, en su comedia titulada Pluto, muestra qué ocurriría si se devolviese la vista al dios Pluto, un mordaz ataque a los dirigentes atenienses de la época ya que, muchos de ellos habrían sido ricos, y de ellos pocos habrían sido virtuosos.